# Stephen Crabb

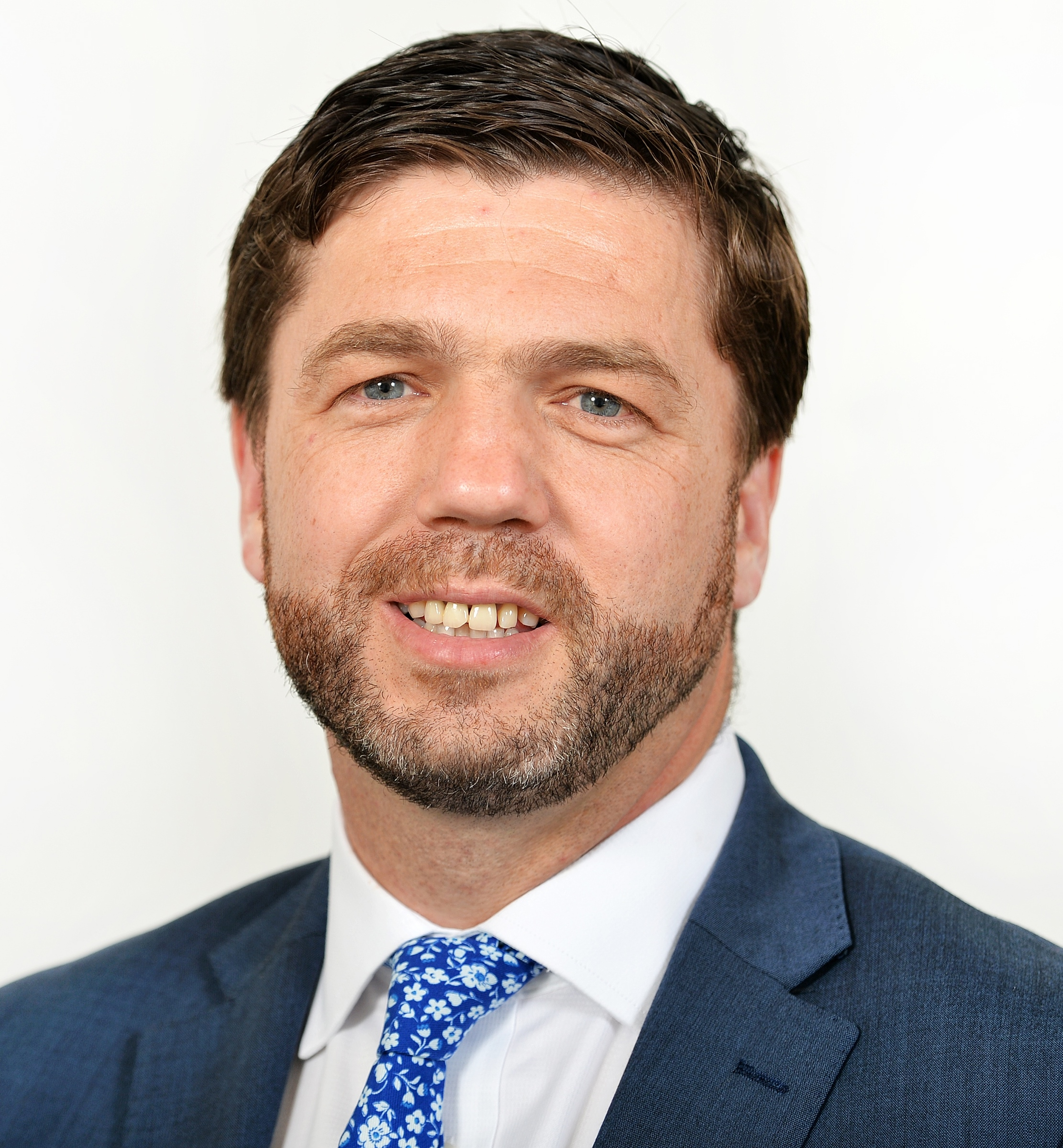
Stephen Crabb

Stephen Crabb (* 20. Januar 1973 in Inverness, Schottland) ist ein britischer Politiker der Conservative Party. Er ist seit 2005 Mitglied des House of Commons und war vom 19. März 2016 bis zum 13. Juli 2016 Arbeits- und Rentenminister. Davor war er Parlamentarischer Geschäftsführer der konservativen Regierungsfraktion (Government Whip) und Minister für Wales.

## Leben
Crabb wurde in Inverness, Schottland als Sohn schottisch-walisischer Eltern geboren, wuchs jedoch in Pembrokeshire, Wales auf. Er wurde zusammen mit seinen zwei Brüdern von seiner alleinerziehenden Mutter in einer Sozialwohnung aufgezogen, nachdem sie sich von seinem gewalttätigen Vater hatte scheiden lassen.
Diese frühen Erfahrungen hatten laut eigenen Aussagen Einfluss auf seine Ansichten über Sozialhilfe. „Was mir am meisten Kraft gibt, ist die Art, wie meine Mutter ihre Krise gemeistert hat, als sie abhängig von Sozialhilfe wurde. Sie begann mit einigen wenigen Stunden Arbeit unter der Woche und arbeitete dann immer mehr. Als sie dann eine Weiterbildung aus eigener Kraft absolvierte, bekam sie eine Vollzeitstelle, konnte sich ein Auto kaufen und wurde finanziell unabhängig.“

## Bildung und frühe Karriere
Er studierte Politikwissenschaften an der University of Bristol und erhielt 1995 seinen Bachelor in Politik.
Als Student arbeitete Crabb in seinen Sommerferien an verschiedenen Orten in England und Wales bei Bauarbeiten. Seine gegenwärtige Ehefrau Béatrice traf er während des Studiums in Bristol.
Nach seinem Studium in Bristol studierte Crabb Französisch an der Open University und machte einen MBA an der London Business School. Er begann seine Karriere beim National Council for Voluntary Youth Services als teilzeitbeschäftigter Jugendarbeiter im Süden Londons. Von 1995 bis 1996 absolvierte Crabb ein Praktikum bei der Interessenvertretung „Christian Action Research and Education“.
1998 begann Crabb, bei der London Chamber of Commerce, der Industrie- und Handelskammer Londons, zu arbeiten. Er war im selben Jahr auch Wahlbeobachter in Bosnien und Herzegowina. 2002 wurde er Marketingberater.

## Politische Karriere

### Wahlen
Crabb wurde 2005 bei den Britischen Unterhauswahlen 2005 als Abgeordneter seines Heimatwahlbezirks Preseli Pembrokeshire gewählt. Er hielt seine Antrittsrede am 25. Mai 2005.
Bei den Britischen Unterhauswahlen 2010 wurde Crabb mit einer Mehrheit von 42,79 % wiedergewählt. Auch bei den Wahlen 2015 wurde er mit 40,4 % wiedergewählt.

### Minister für Wales
Im Juli 2014 wurde Crabb zum Secretary of State for Wales, dem Minister für Wales, ernannt. Einer seiner ersten Amtshandlungen als Minister für Wales war das Austauschen seines – vom Steuerzahler finanzierten – Autos gegen das Benutzen von öffentlichen Verkehrsmitteln. Crabb wurde auch nach den Wahlen 2015 zum Minister für Wales. Während seiner Zeit als Minister für Wales war er erklärter Unterstützer der sozialpolitischen Reformen von Iain Duncan Smith: „Wir können mit Reformen des Sozialsystems nicht kleinlich umgehen in Orten wie Wales – es ist augenscheinlich ein Ort, der es braucht.“

### Arbeits- und Rentenminister
Am 19. März 2016 löste Crabb Iain Duncan Smith, nach dessen unerwartetem Amtsrücktritt, als Arbeits- und Rentenminister ab. Crabb ist somit auch seit 1905 der erste konservative Bartträger, der Kabinettsminister wurde.
Crabb hat sich im Vorhinein für eine Reform der Sozialhilfe ausgesprochen: „Es sollte im Interesse aller Parteien sein, die Sozialhilfeausgaben zu senken. Das sollte unser gemeinsamer Anspruch sein, weil dies bedeutet, dass weniger Menschen in Abhängigkeit geraten, weniger Menschen arbeitslos sind und es somit weniger Menschen gibt, die staatliche Unterstützung brauchen.“

### Kandidatur für den Parteivorsitz und das Amt des Premierministers
Nachdem David Cameron, Premierminister und Vorsitzender der Konservativen Partei, aufgrund der Entscheidung der britischen Wähler für den Austritt des Vereinigten Königreiches aus der Europäischen Union seinen Rücktritt für September 2016 angekündigt hatte, erklärte Crabb im Juni 2016 seine Kandidatur für dessen Nachfolge. Seine Konkurrenten sind Innenministerin Theresa May, Justizminister Michael Gove, Energiestaatssekretärin Andrea Leadsom sowie der frühere Verteidigungsminister Liam Fox. Nachdem er bei der ersten Runde der Vorwahlen am 5. Juli lediglich 34 von 329 Stimmen bekommen hatte, zog er seine Bewerbung zurück und kündigte an, May zu unterstützen.

## Spesen-Skandal 2009
Während des Spesen-Skandals 2009 kam heraus, dass Crabb Anspruch erhob auf 8.049 £ für die Renovierung seiner Wohnung in London, inklusive 500 £ für eine Daunendecke und einen TV-Schrank. Zu der Zeit hat er gesagt, „Ich habe nie Spesen erhalten für Dinge wie Plasma-Fernseher, obwohl es gesetzlich erlaubt gewesen wäre. Meine Spesen waren immer in den Grenzen der Gesetze.“

## Verbindungen zu CARE
Crabb hat Verbindungen zur „Christian Action Research and Education“, einer christlichen Interessenvertretung, bei welcher er vor seiner politischen Karriere ein Praktikum absolviert hat. CARE bezeichnete unter anderem homosexuelle Menschen als „sexuell krank“ und leistete Lobbyarbeit gegen die Einführung von LGBT-Rechte in Großbritannien. Crabb distanzierte sich 2014 jedoch von diesen Ansichten und stellte klar, dass er Homosexualität nicht als Krankheit sehe.

## Privates Leben
Aus seiner Ehe mit der Französin Béatrite Monnier sind zwei Kinder hervorgegangen.
Er ist Vizekapitän des „Commons and Lords RFC“ Rugby-Teams und hat 3 Mal am London-Marathon teilgenommen. Er spielt seit seiner Jugend Gitarre. Er ist praktizierender Christ und hat bei Versammlungen der Conservative Christian Fellowship Reden gehalten.